# أمازيغية فكيك والجنوب الوهراني
أمازيغية جنوب وهران وأمازيغية فكيك (شلحة  فكيك) لهجتان من الأمازيغية الزناتية.